# Замок Белвеллі

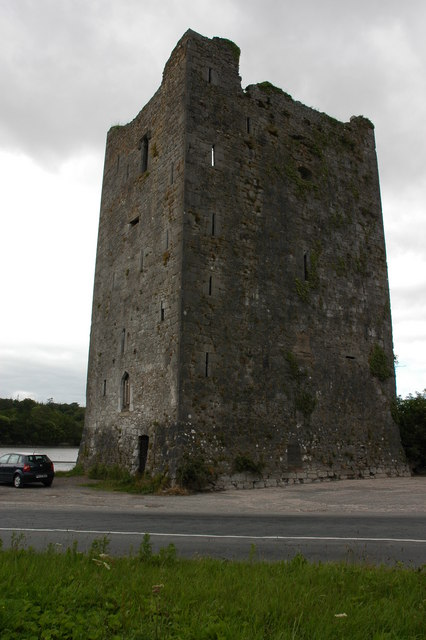
Замок Белвеллі.

Замок Белвеллі (англ. Belvelly Castle) — один із замків Ірландії, розташований в графстві Корк, біля одноіменного селища Белвеллі, біля мосту, що з'єднує острів Фота з основним островом Ірландія.

## Історія замку Белвеллі
Замок побудований в XIV столітті англо-норманськими феодалами з родини Годнетт. Згодом замок привласнили феодали де ла Рош, а через деякий час феодали де Барра (Баррі) в XIV столітті. Але потім феодали Годнетт орендували ці землі та замок. У XVI столітті замком заволодів Волтер Рейлі. У XVII столітті замок здобули феодали де Барра.
У середині XVII століття замок захопив Роджер Бойл — І граф Оррері. Він тримав оборону замку під час війни в Ірландії в 1641—1652 роках. Потім замок був закинутий і перетворився в руїни. Замок розбирали на будівельні матеріали.
Впродовж 1939—1945 років замок займала ірландська армія під час так званої «надзвичайної ситуації в Ірландії».
На початку ХХІ століття замок купив новий власник і почав реставрацію.